# 张池明 (足球运动员)
张池明（1989年1月7日—），出生于四川省成都市，中国足球运动员，司职中场，效力於中國足球超級聯賽天津泰达。张池明青年時期在成都市足球协會德瑞足球培训中心接受训練，后来在法甲梅斯、英超埃弗顿、英冠谢菲尔德联、葡超波尔图、德乙奥格斯堡、奥甲林茨等队试训，在英冠谢菲尔德联预备队、葡超波尔图预备队各效力約一年，惟都未能夠晉升至一线队。2009年，张池明加盟奥地利第三级联赛霍恩足球俱乐部。回到中国后，他踢了两个赛季的业余足球，至2011年加盟中甲重庆力帆，並且成为球队主力，帮助球队夺得2014年中甲联赛冠军，冲入中超联赛。

## 职业生涯
张池明有丰富的国外经历。起初，他在成都市足协德瑞足球培训中心接受足球训练。2004年，德瑞足球培训中心总教练法国人埃迪向法国梅斯足球俱乐部发去推荐信，梅斯足球俱乐部遂在5月邀请张池明、王楚和吕晶三名球员前去试训。三人之中，王楚被梅斯队留下，张池明和吕晶结束试训回到中国。这年的9月，张池明又获得了到英格兰试训的机会，作为“李宁-李铁足球训练营”的成员，他和姜骁宇、吕晶三人来到英超球队埃弗顿的青年足球学院，还曾代表埃弗顿U16梯队参加青年联赛，并在比赛中取得进球。他们在埃弗顿试训的时间为一个月。这次试训结束后不久，2005年1月他们三人又前往英冠谢菲尔德联试训。此前，2004年底，谢菲尔德联队为张池明、姜骁宇、吕晶三人签约。张池明、吕晶原属成都足协，根据协议，如果将来二人进入一线队或者转会其他球队，成都足协将按一定比例获得提成。在谢菲尔德联队，张池明、姜骁宇、吕晶的能力得到认可，三人留队训练一年有余。2005年底，谢菲尔德足球俱乐部入股成都五牛足球俱乐部，成都五牛俱乐部改名为成都谢菲联足球俱乐部。张池明三人随即获得成都谢菲联俱乐部球员身份。由于英国的劳工证限制，张池明不能参加英国正式联赛比赛。不过，谢菲尔德联队获得英足总的许可，张池明等人可以以俱乐部注册球员的身份，参加二线队的比赛。当时在英国谢菲尔德联的中国青年球员除了张池明、姜骁宇、吕晶，还有孟夜。根据规定，他们四人属于外援，每周的比赛中只能有一人出场。张池明第一次代表谢菲尔德联二线队参加比赛就进了球，那时他还不到17岁。有媒体称，他打破了中国球员参加英国正式比赛的年龄纪录。
张池明最终也没有机会在英国联赛上场。他回到中国，在2006年7月进入成都谢菲联一队，报名参加中国足球甲级联赛。然而，俱乐部并不给他出场机会。2007年6月，媒体报道葡萄牙足球超级联赛波尔图足球俱乐部将与张池明签约（甚至有媒体报道已经签约）。张池明的父亲向媒体否认了此事，成都谢菲联俱乐部表示张池明仍然是俱乐部的球员。成都谢菲联俱乐部还说，如果波尔图和张池明签约，这将是违规行为。媒体称，虽然张池明在2007年中甲联赛成都谢菲联的报名球员名单上，但是因为他多次违反队规，已被下放到梯队，而且张池明的日常生活基本脱离了球队。后来的报道显示，张池明还是加盟了波尔图预备队，签约两年。张池明曾经代表波尔图预备队参加了在马来西亚举办的国际青年冠军杯赛。据说张池明试训了十天，波尔图就和他签了两年预备队、四年职业队合同（如果上调一线队，职业合同生效）。张池明没能上调一线队。2008年8月，德国足球乙级联赛球队奥格斯堡官方网站发布新闻，称张池明正在队中试训。没能加盟奥格斯堡的张池明在2009年1月转战奥地利，到奥地利足球甲级联赛林茨體育會试训。可是，张池明还是没能留下。2009年2月18日，奥地利第三级联赛（奧地利足球東部分區聯賽）霍恩足球俱乐部宣布张池明加盟球队。这时，他19岁。奥地利当地时间3月27日晚，张池明在联赛中替补出场，完成了他的首秀。
2010年，张池明从奥地利回到中国。他没有加盟职业俱乐部，而是选择了业余性质的成都城市足球甲级联赛，在中和联队踢了两个赛季。2011年2月22日，中甲球队重庆力帆宣布张池明为球队新赛季第三名内援。重庆力帆教练组尤其看中他速度快的特点。加盟重庆力帆后，张池明成为球队主力，四个赛季在联赛中出场107次，打入13球。2014年中甲联赛中他更是帮助球队夺得冠军、冲上中超。2015年中超联赛第2轮重庆力帆主场面对广州恒大淘宝，张池明打入了他职业生涯中的中超首球。
2015年7月12日，北京国安在其官网宣布张池明加盟，签约4年。

## 荣誉
重庆力帆
- 中国足球甲级联赛冠军（1）：2014